# Baía de Maputo

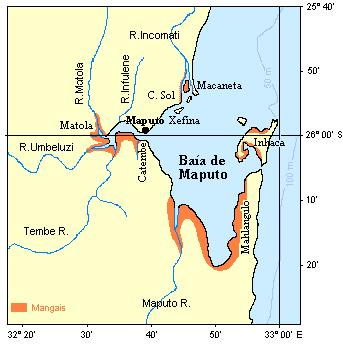
Baía de Maputo

A baía de Maputo está localizada no sul de Moçambique, entre as latitudes 25° 40’ e 26° 20’ S, tem uma largura de cerca de 20 milhas marítimas e uma abertura a nordeste para o oceano Índico aproximadamente com as mesmas dimensões. A leste, é limitada pelas ilhas da Inhaca e dos Elefantes e pela península do Machangulo; entre esta península e a Inhaca existe um estreito canal de comunicação com o oceano, com uma grande dinâmica. A sul, encontra-se a desembocadura do rio Maputo, o limite norte da Reserva de Elefantes de Maputo e, mais para oeste, a Catembe. A oeste, encontram-se o estuário do Espírito Santo, formado pelos rios Umbeluzi, Matola e Tembe, Infulene e a cidade de Maputo. A norte, encontra-se a desembocadura do rio Incomati e a península da Macaneta, que forma o limite oeste da abertura maior da baía.
Com o nome inicial de "Baía da Lagoa" (Delagoa Bay, em inglês), o primeiro europeu a atingi-la foi o navegador português António do Campo, um dos companheiros de Vasco da Gama, em 1502. Pouco tempo depois, os portugueses estabeleceram um posto na margem norte do estuário do Espírito Santo (conhecido em inglês naquela época como English river), no local onde, no século XIX foi construída a cidade de Lourenço Marques, actual Maputo, a capital de Moçambique.
Junto às cidades de Maputo e Matola, foi construído um grande porto com terminais de contentores, de carga geral e de combustíveis. Durante muitos anos, este porto foi o principal ponto de escoamento de minérios e outras exportações da África do Sul e Essuatíni mas, com a construção do porto de Richards Bay, no norte da província sul-africana de KwaZulu-Natal, o porto de Maputo perdeu muita da sua importância.
Para além do porto, a baía de Maputo é palco de importantes pescarias de camarão e peixe. A ilha da Inhaca é um importante destino turístico e científico, com a sua antiga Estação de Biologia Marítima.